# Wahlkreis Uddingston and Bellshill
| Uddingston and Bellshill                    |
| ------------------------------------------- |
| Uddingston and Bellshill · Central Scotland |
| Gebildet                                    |
| 2011                                        |
| Abgeordneter                                |
| Stephanie Callaghan (SNP)                   |
| Regionen                                    |
| North Lanarkshire                           |

Uddingston and Bellshill ist ein Wahlkreis für das Schottische Parlament. Er wurde im Zuge der Revision der Wahlkreise im Jahre 2011 eingeführt und ist nun einer von neun Wahlkreisen der Wahlregion Central Scotland. Großteils war das Gebiet von Uddingston and Bellshill zuvor dem Wahlkreis Hamilton North and Bellshill zugeordnet. Uddingston and Bellshill umfasst Gebiete der Council Area North Lanarkshire. Bellshill und Bothwell sind die beiden größten Städte innerhalb des Wahlkreises. Der Wahlkreis entsendet einen Abgeordneten.
Der Wahlkreis erstreckt sich über eine Fläche von 42,2 km2. Im Jahre 2020 lebten 74.569 Personen innerhalb seiner Grenzen.

## Wahlergebnisse

### Parlamentswahl 2011
| Ergebnisse der Parlamentswahl 2011 | Ergebnisse der Parlamentswahl 2011 | Ergebnisse der Parlamentswahl 2011 | Ergebnisse der Parlamentswahl 2011 |
| Partei                             | Kandidat                           | Stimmen                            | %                                  |
| ---------------------------------- | ---------------------------------- | ---------------------------------- | ---------------------------------- |
| Labour                             | Michael McMahon                    | 11.531                             | 46,1                               |
| SNP                                | Richard Lyle                       | 10.817                             | 43,3                               |
| Conservative                       | Mark Brown                         | 2117                               | 8,5                                |
| Liberal Democrats                  | Fraser MacGregor                   | 530                                | 2,1                                |
| Wahlbeteiligung: 24.995 (44,97 %)  |                                    |                                    |                                    |

### Parlamentswahl 2016
| Ergebnisse der Parlamentswahl 2016 | Ergebnisse der Parlamentswahl 2016 | Ergebnisse der Parlamentswahl 2016 | Ergebnisse der Parlamentswahl 2016 | Ergebnisse der Parlamentswahl 2016 |
| Partei                             | Kandidat                           | Stimmen                            | %                                  | ±                                  |
| ---------------------------------- | ---------------------------------- | ---------------------------------- | ---------------------------------- | ---------------------------------- |
| SNP                                | Richard Lyle                       | 14.424                             | 48,8                               | +5,5                               |
| Labour                             | Michael McMahon                    | 9.615                              | 32,5                               | −13,6                              |
| Conservative                       | Andy Morrison                      | 4.693                              | 15,9                               | +7,4                               |
| Liberal Democrats                  | Kaitey Blair                       | 811                                | 2,7                                | +0,6                               |
| Wahlbeteiligung: (51,3 %)          |                                    |                                    |                                    |                                    |

### Parlamentswahl 2021
| Ergebnisse der Parlamentswahl 2021 | Ergebnisse der Parlamentswahl 2021 | Ergebnisse der Parlamentswahl 2021 | Ergebnisse der Parlamentswahl 2021 | Ergebnisse der Parlamentswahl 2021 |
| Partei                             | Kandidat                           | Stimmen                            | %                                  | ±                                  |
| ---------------------------------- | ---------------------------------- | ---------------------------------- | ---------------------------------- | ---------------------------------- |
| SNP                                | Stephanie Callaghan                | 17.953                             | 49,9                               | +1,1                               |
| Labour                             | Frank McNally                      | 12.647                             | 35,1                               | +2,6                               |
| Conservative                       | Bryan Flannagan                    | 4.569                              | 12,7                               | −3,2                               |
| Liberal Democrats                  | Dawn Allan                         | 821                                | 2,3                                | −0,4                               |
| Wahlbeteiligung: 61 %              |                                    |                                    |                                    |                                    |